# 불가리아의 국장

불가리아의 국장

불가리아의 국장은 1997년에 제정되었다.
국장 가운데에 그려진 빨간색 방패 안에는 왕관을 쓴 금색 사자가 그려져 있으며 방패 위에는 불가리아 제2제국 시대에 사용된 왕관이 올려져 있다. 방패 양쪽에는 왕관을 쓴 두 마리의 금색 사자가 그려져 있고 방패 아래에는 두 개의 참나무 가지와 열매가 장식되어 있다.
국장 아래쪽에 있는 리본에는 불가리아의 나라 표어인 "단결은 힘이 된다"("Съединението прави силата", "Saedinenieto pravi silata")라는 문구가 불가리아어로 쓰여져 있다.

## 그 외의 국장

불가리아의 소형 국장 (비공식 국장)
불가리아의 국장 (헌법 전용 국장)

## 역대 불가리아의 국장

불가리아 왕국 (1927년-1946년)
불가리아 인민 공화국 (1946년-1948년)
불가리아 인민 공화국 (1948년)
불가리아 인민 공화국 (1948년-1968년)
불가리아 인민 공화국 (1968년-1971년)
불가리아 인민 공화국 (1971년-1990년)
(1990년-1991년)

## 같이 보기
- 불가리아의 국기